# Jordi Adroher
Jordi Adroher Mas (Ribes de Freser, 22 novembre 1984) è un hockeista su pista spagnolo.

## Palmarès

### Club

#### Titoli nazionali
- Coppa del Re: 3

Vic: 2009
Barcellona: 2011
Deportivo Liceo: 2021
- Campionato spagnolo: 1

Barcellona: 2009-2010
- Coppa Italia: 1

Breganze: 2014-2015
- Campionato portoghese: 1

Benfica: 2015-2016
- Elite Cup: 1

Benfica: 2017
- Supercoppa di Spagna: 1

Deportivo Liceo: 2021

#### Titoli internazionali
- CERH European League: 2

Barcellona: 2009-2010
Benfica: 2015-2016
- Supercoppa d'Europa/Coppa Continentale: 2

Barcellona: 2010-2011
Benfica: 2016-2017
- Coppa Intercontinentale: 1

Benfica: 2017

### Nazionale
- Campionato mondiale: 3

Vigo 2009, Angola 2013, Nanchino 2017
- Campionato europeo: 3

Wuppertal 2010, Paredes 2012, A Coruña 2018